# Andrei Tarkovski

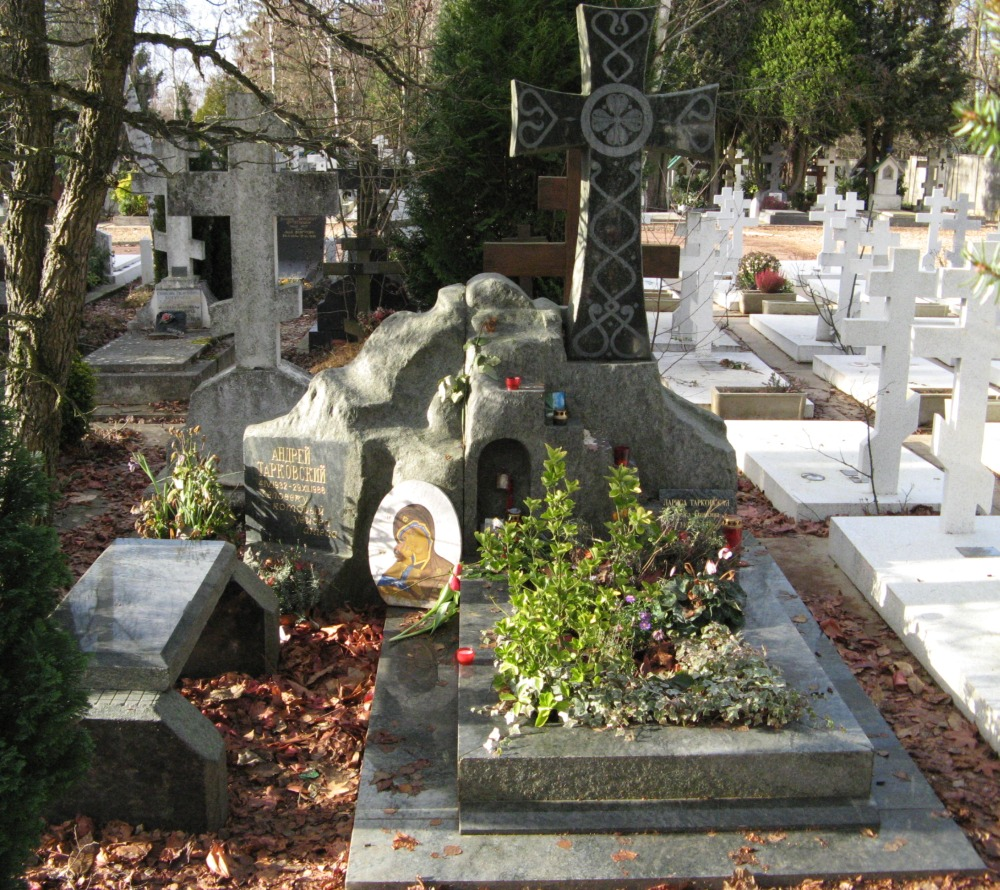
Tomba d'Andrei Tarkovski al cementiri rus de Sainte-Geneviève-des-Bois

Andrei Tarkovski (rus: Андрей Арсеньевич Тарковский)  (Zavràjie, 4 d'abril de 1932 - París, 29 de desembre de 1986) va ser un director de cinema soviètic. També va participar ocasionalment com a actor i va escriure diversos articles de teoria cinematogràfica, d'entre els quals destaca Esculpir el temps, en què podem trobar l'essència del seu plantejament de l'art cinematogràfic. Està acreditat com un dels més importants autors de cinema, reconegut per la crítica internacionalment. Per motius polítics, va haver d'exiliar-se de la Unió Soviètica i va morir a París.

## Joventut i formació
Tarkovski, fill del reconegut poeta rus Arseni Tarkovski, va estudiar música, pintura i escultura a Moscou i va treballar com a geòleg a Sibèria abans de dedicar-se al cinema. El 1956 va entrar a l'Institut de Cinema de l'URSS (VGIK), on va rebre les ensenyances de Mikhaïl Romm i va tenir l'oportunitat de rodar els primers curtmetratges.

## La seua obra a la Unió Soviètica
Molt prompte es va guanyar l'atenció i reconeixement internacionals, amb la primera obra important, Ivànovo detstvo (La infància d'Ivan, 1962), que va obtenir el Lleó d'Or a la Biennal de Venècia. Tanmateix, aquest fet també li va costar una estreta vigilància per part de les autoritats soviètiques, que recelaven de les seues creences religioses, principalment. Com a resultat d'aquesta vigilància, la següent pel·lícula de Tarkovski, Andrei Rublev (1966), que narrava la vida del famós pintor i religiós rus Andrei Rublev, fou prohibida fins al 1971. Tot i això, Andrei Rublev pogué ser exhibida fora de concurs i sense l'aprovació de l'URSS al Festival de Canes, on va generar molt bones impressions. Després d'uns retalls imposats per la censura, al·legant suposades inexactituds històriques, va ser distribuïda amb normalitat a occident per guardar les aparences.
Tot i no comptar amb el control total sobre les seues obres, Tarkovski va continuar rodant i escrivint. En aquest període va redactar el seu assaig en què considerava l'art cinematogràfica Una escultura del temps. El següent film, Solaris (1972), basat en l'obra de ciència-ficció del polonès Stanislav Lem, fou ben acollit per les autoritats, que la compararen amb 2001: Una odissea de l'espai, del nord-americà Stanley Kubrick. Aquesta va ser, de les seues obres, la que més agradà al mateix Tarkovski. La cinta madurava el gènere de ciència-ficció, i aprofundia en diversos aspectes morals i ètics que eren per damunt de la trama fantàstica.
Les limitacions amb què havia de treballar a la Unió Soviètica van estar a punt de fer-lo tancar a la presó l'any 1975, per la pel·lícula Zérkalo, que va ser titllada d'elitista i críptica. Zérkalo presenta una narració densa i sovint autobiogràfica que porta als límits més radicals e innovadors les opcions estètiques i narratives de l'autor.
La següent pel·lícula, de caràcter fantàstic, Stàlker (1979), hagué de tornar-se a rodar quan estava pràcticament acabada, a causa d'un accident de revelatge al laboratori que va destruir la primera versió filmada. Stàlker presenta un aspecte i estructura molt més senzill que les seues pel·lícules anteriors.
Tot i el maltractament que la seua obra patia a l'URSS, les pel·lícules de Tarkovski eren objecte d'estudi i fascinació a l'estranger, on ja als anys 70 començaren a aparèixer diversos estudis i monografies que n'analitzaven el treball.

## L'obra a l'exili
Tarkovski marxà, doncs, a Itàlia, per tal de rodar la següent obra, Nostalguia (Nostàlgia, 1983), que parla de l'enyor de l'autor per la seua terra. Poc després de renunciar al premi principal de Canes, va convocar una roda de premsa en què anuncià que no tornaria mai més a la Unió Soviètica, puix que allà no hi era lliure per a treballar en condicions. Molts països europeus s'oferiren a donar acollida a l'artista, que finalment va instal·lar-se a Itàlia.
La seua darrera cinta, Offret (El sacrifici, 1986), fou rodada a Suècia amb la col·laboració de tècnics habituals d'Ingmar Bergman, com ara el director de fotografia Sven Nykvist. La pel·lícula guanyà quatre premis al Festival de Canes, que hagueren d'ésser recollits pel fill del cineasta, ja que el director rus sofria de càncer.
Finalment, amb 54 anys i totalment allunyat de la seua terra, Andrei Tarkovski va morir de càncer pulmonar poc després de l'estrena del seu film Offret, el 28 de desembre de 1986 a la ciutat de París.

## Influències
Tarkovski es va convertir en director de cinema a mitjan i final de la dècada de 1950, un període conegut com el Desglaç de Khrusxov, durant el qual la societat soviètica es va obrir al cinema, la literatura i la música estrangeres, entre altres coses. Això va permetre a Tarkovski veure pel·lícules de directors europeus, americans i japonesos, una experiència que va influir en la seua pròpia producció cinematogràfica. El seu professor i mentor a l'escola de cinema, Mikhaïl Romm, va permetre als estudiants una llibertat considerable i va destacar la independència del director de cinema.
Tarkovski estava, segons el company d'estudis Shavkat Abdusalmov, fascinat per les pel·lícules japoneses. Es va sorprendre de com tots els personatges de la pantalla són excepcionals i de com esdeveniments quotidians com un samurai tallant pa amb l'espasa s'eleven a alguna cosa especial i es posen en el punt de mira. Tarkovski també ha expressat interès per l'art de l'Haiku i la seua capacitat per a crear «imatges de tal manera que no signifiquin res més enllà d'elles mateixes».
Tarkovski també era un cristià ortodox profundament religiós, que creia que el gran art hauria de tenir un propòsit espiritual superior. Era un perfeccionista no aficionat a l'humor ni a la humilitat: el seu estil característic era pesat i literari, amb molts personatges que reflexionaven sobre temes religiosos i qüestions relacionades amb la fe.
Tarkovski va percebre que l'art del cinema només ha estat realment dominat per molt pocs cineastes, i va afirmar en una entrevista de 1970 amb Naum Abramov que «es poden comptar amb els dits d'una mà». El 1972, Tarkovski va dir a l'historiador del cinema Leonid Kozlov les seues deu pel·lícules preferides. La llista inclou: Diary of a Country Priest i Mouchette, de Robert Bresson; Els combregants, Maduixes silvestres i Persona, d’Ingmar Bergman; Nazarín, de Luis Buñuel; City Lights, de Charles Chaplin; Els contes de la lluna pàl·lida després de la pluja, de Kenji Mizoguchi; Shichinin no Samurai, d’Akira Kurosawa, i Suna no onna, de Hiroshi Teshigahara. Entre els seus directors preferits hi havia Buñuel, Mizoguchi, Bergman, Bresson, Kurosawa, Michelangelo Antonioni, Jean Vigo i Carl Theodor Dreyer.
Amb l'excepció de City Lights, la llista no conté cap pel·lícula de l'època del mut. La raó és que Tarkovski va veure el cinema com a art només com un fenomen relativament recent, amb la creació de primeres pel·lícules només formant un preludi. A la llista tampoc hi ha pel·lícules ni directors de la Rússia natal de Tarkovski, tot i que va valorar molt bé directors soviètics com Boris Barnet, Serguei Paradjànov i Oleksandr Dovjenko. Va dir de Zemlia de Dovjenko: «He viscut molt entre pagesos molt senzills i he conegut gent extraordinària. Escampaven calma, tenien tant tacte, transmetien un sentiment de dignitat i mostraven una saviesa que poques vegades he trobat a tal escala. Òbviament, Dovjenko havia entès on resideix el sentit de la vida. […] Aquest traspassament de la frontera entre la natura i la humanitat és un lloc ideal per a l'existència de l'home. Dovjenko ho va entendre.»
Andrei Tarkovski no era un aficionat a la ciència-ficció, la va rebutjar en gran manera per les trampes de còmics i el comercialisme vulgar. Tanmateix, en una famosa excepció, Tarkovski va elogiar la pel·lícula de gran èxit Terminator, dient que la seua «visió del futur i la relació entre l'home i el seu destí està empenyent la frontera del cinema com a art». Va ser crític amb la «brutalitat i les baixes habilitats d'actuació», però tanmateix va quedar impressionat per la pel·lícula.

## Estil cinematogràfic
En una entrevista de 1962, Tarkovski va argumentar: «Tot l'art, és clar, és intel·lectual, però per a mi, totes les arts, i encara més el cinema, han de ser sobretot emocionals i actuar sobre el cor.» Les seues pel·lícules es caracteritzen per temes metafísics, fotografies extremadament llargues i imatges sovint considerades pels crítics com d'una bellesa excepcional. Els motius recurrents són els somnis, la memòria, la infància, l'aigua corrent acompanyada de foc, la pluja a l'interior, els reflexos, la levitació i els personatges que tornen a aparèixer en primer pla de llargs moviments panoràmics de la càmera. Una vegada va dir: «Juxtaposar una persona amb un entorn que és il·limitat, comparar-la amb un nombre incomptable de persones que li passen a prop i lluny, relacionar una persona amb el món sencer, aquest és el sentit del cinema.»
Tarkovski va incorporar escenes de levitació a diverses de les seues pel·lícules, sobretot Solaris. Per a ell aquestes escenes posseeixen un gran poder i s'utilitzen pel seu valor fotogènic i inexplicabilitat màgica. L'aigua, els núvols i els reflexos eren utilitzats per ell per la bellesa surrealista i valor fotogènic, així com per la simbologia, com les ones o les formes dels rierols o l'aigua corrent. Les campanes i les espelmes també són símbols freqüents. Aquests són símbols del cinema, la vista i el so, i la pel·lícula de Tarkovski sovint té temes d'autoreflexió.
Tarkovski va desenvolupar una teoria del cinema que va anomenar «esculpir en el temps». Amb això volia dir que la característica única del cinema com a mitjà era agafar la nostra experiència del temps i alterar-la. La pel·lícula no editada transcriu el temps en temps real. Mitjançant cap presa llarga i pocs talls a les seues pel·lícules, pretenia donar als espectadors la sensació del temps que passa, el temps perdut i la relació d'un moment en el temps amb un altre.
Fins a, i inclosa, la seua pel·lícula Zérkalo, Tarkovski va centrar els seus treballs cinematogràfics a explorar aquesta teoria. Després de Mirror, va anunciar que centraria el seu treball a explorar les tres unitats proposades per Aristòtil: una acció concentrada, que passa en un sol lloc, en el lapse d'un sol dia.
Algunes de les pel·lícules de Tarkovski tenen seqüències en color o en blanc i negre. Això es produeix per primera vegada a Andrei Rublev, monocroma, que inclou un epíleg en color de les autèntiques pintures d'icones religioses d'Andrei Rublev. Totes les seues pel·lícules posteriorment contenen seqüències monocromes i, en el cas Stàlker, sèpia, mentre que d'altra banda són en color. El 1966, en una entrevista realitzada poc després d'haver acabat Andrei Rublev, Tarkovski va descartar la pel·lícula en color com un truc comercial i va posar en dubte la idea que les pel·lícules contemporànies utilitzen el color de manera significativa. Va afirmar que a la vida quotidiana no es noten conscientment els colors la major part del temps i, per tant, aquest color s'hauria d'utilitzar al cinema principalment per emfatitzar determinats moments, però no tot el temps, ja que això distreu l'espectador. Per a ell, les pel·lícules en color eren com quadres o fotografies en moviment, massa boniques per a ser una representació realista de la vida.
El director Ingmar Bergman va comentar sobre Tarkovski:
| « | El meu descobriment de la primera pel·lícula de Tarkovski va ser com un miracle. De sobte, em vaig trobar a la porta d'una habitació les claus de la qual fins aleshores no m'havien donat mai. Era una habitació a la qual sempre havia volgut entrar i on ell es movia lliurement i totalment a gust. Em vaig sentir trobat i estimulat: algú expressava allò que sempre havia volgut dir sense saber com. Tarkovski és per a mi el més gran, el que va inventar un nou llenguatge, fidel a la naturalesa del cinema, ja que captura la vida com un reflex, la vida com un somni | » |

Al contrari, però, Bergman va admetre la veritat en l'afirmació feta per un crític que va escriure que amb Sonata de tardor Bergman «fa de Bergman», i va afegir: «Tarkovsi va començar a fer pel·lícules de Tarkovski, i Fellini va començar a fer pel·lícules de Fellini […] Buñuel gairebé sempre va fer pel·lícules de Buñuel». Aquest pastitx de la pròpia obra s'ha denominat despectivament com «autokaraoke».

## La influència de l'obra
Tarkovski ha esdevingut el cineasta soviètic més famós i reconegut des de Serguei Eisenstein, i les seues obres, belles a cada fotograma tot i la complexitat i controvèrsia, li han valgut el qualificatiu de poeta del cinema. La seua obra es mostra interessada en l'estudi de l'home i la recerca de sentit de la vida mateixa, la decadència de l'espiritualitat en la societat moderna i la incapacitat de la humanitat per respondre enfront de les demandes de la tecnologia que domina cada cop més aspectes de la vida humana.
Interessat, com Eisenstein mig segle abans, per a anar més enllà del llenguatge cinematogràfic, Tarkovski explorà noves formes de narrativa cinematogràfica que van marcar decisivament la nova generació de cineastes. A més, va desenvolupar una interessant teoria cinematogràfica, destacant la capacitat del cinema per a fixar el temps, a partir de la qual el cineasta ha d'esculpir blocs per deixar al descobert la imatge. A partir de Zérkalo, la seua obra va seguir uns preceptes clars i estèticament ben definits, fins a arribar a Offret, que pot considerar-se la síntesi de les seues teories narratives i estètiques.
Els arxius documentals del cineasta ―incloent-hi guions, fotografies i articles de premsa― es poden trobar actualment a la Fundació Andrei Tarkovski, dirigida per Andriúixka Tarkovski, fill del director, amb seus a Moscou, Florència i París. El 2016, en ocasió del trentè aniversari de la seua mort, la Universitat Pompeu Fabra en va organitzar un simposi internacional.

## Filmografia
- Каток и скрипка ("La piconadora i el violí", 1961, la seua tesi com a estudiant de cinema)
- Ivànovo detstvo ("La infància d'Ivan", 1962)
- Andrei Rublev (1966)
- Solaris (1972)
- Zérkalo ("L'espill", 1975)
- Stàlker (1979)
- Nostalguia ("Nostàlgia", 1983)
- Offret ("El sacrifici", 1986)